# Colorante alimentario

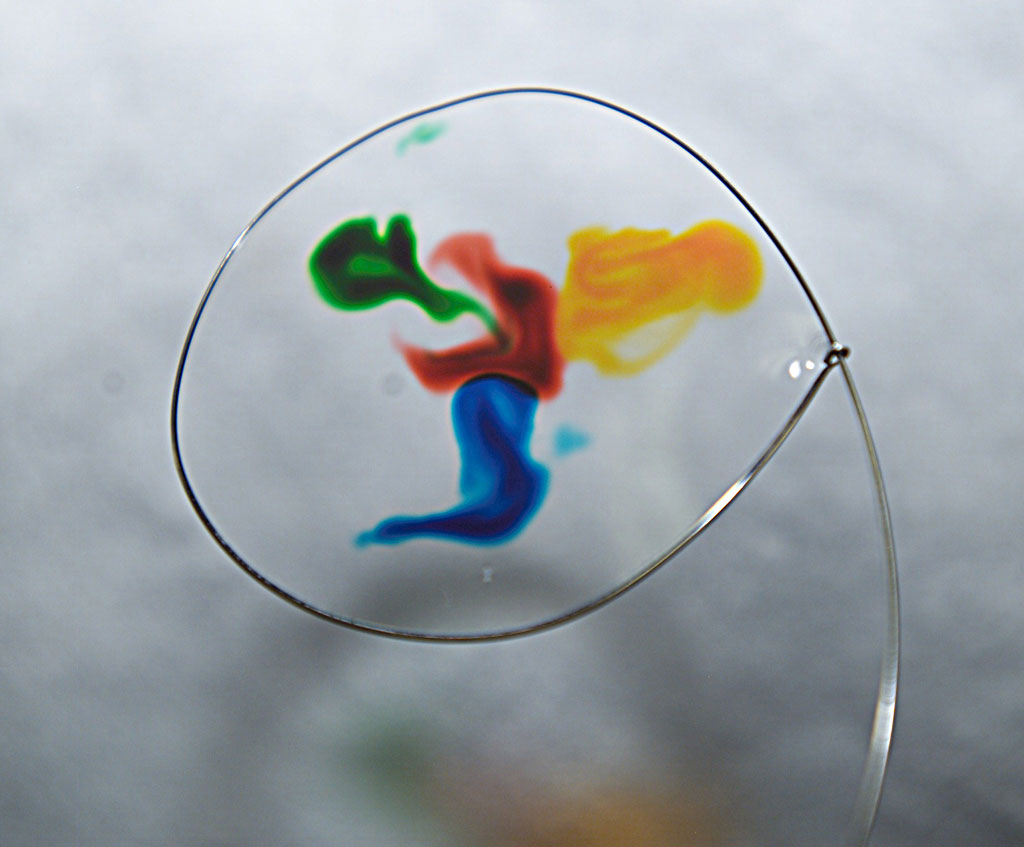
Colorantes alimenticios disolviéndose en una fina película de agua.

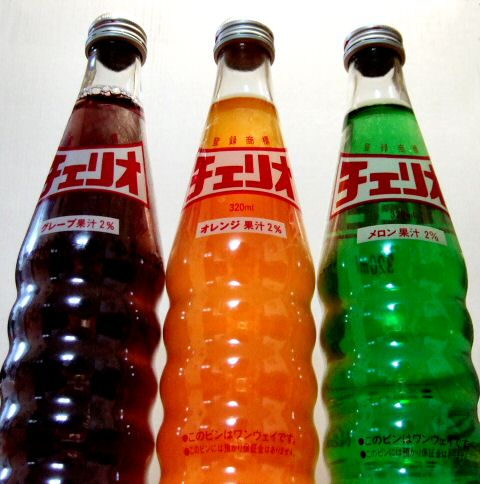
Los refrescos son los alimentos más coloreados por la industria.

Los colorantes alimenticios son un tipo de aditivos alimentarios que proporcionan color a los alimentos (en su mayoría bebidas), si están presentes en los alimentos se consideran naturales y si por el contrario se añaden a los alimentos durante su preprocesado mediante la intervención humana se denominan artificiales. Causan un efecto colorante en los alimentos ya en pequeñas cantidades (apenas concentraciones de centenas de ppm). En la actualidad la industria alimentaria emplea los colorantes alimentarios con el objeto de modificar las preferencias del consumidor. El color es uno de los principales atributos para la preferencia de un alimento.

## Antecedente histórico
Es muy probable que se emplearan los colorantes alimentarios de forma artificial antes de las referencias documentales que poseemos al respecto. La industria alimentaria pudo haber sentido la atracción por el uso de colorantes cuando se publicaron los trabajos de Sir William Henry Perkin en el año 1856. Previo a estas investigaciones la estabilidad de los colorantes y su empleo eran completamente ineficientes.
En 1886 el Congreso de los Estados Unidos aprobó el uso de colorantes amarillos en la elaboración de la mantequilla y ya en 1900 muchos alimentos poseían colorantes. En 1912 el investigador alemán Bernard C. Hesse publica una serie de trabajos en los que recomienda el uso de colorantes en la industria alimentaria siempre que éstos no dañen la salud. Por aquel entonces la industria ya disponía de medio millar de diferentes compuestos químicos denominados colorantes artificiales. 
Entre las primeras acciones legales de Estados unidos respecto al uso de colorantes para alimentos, se impuso la obligatoriedad de declararlos en las etiquetas de los productos. También se destinaron fondos a las investigaciones dedicadas a los efectos de los colorantes sobre la salud. En 1906 la Federal Food and Drug Act puso fin al empleo indiscriminado de colorantes sintéticos, permitiéndose el uso de algunos de composición química conocida y cuya toxicidad para aquel entonces era considerada baja.
Muchos países tienen de otro tipo como por ejemplo Estados Unidos tiene en gel, en aerosol y muchas cosas más.

## Uso comercial
El consumidor medio asocia ciertos colores a ciertos sabores, pudiendo influir el color de la comida en el sabor percibido, en productos que van desde las golosinas hasta el vino. Por este motivo, la industria alimentaria añade colorantes a sus productos, a veces con el fin de simular un color que es considerado «natural» por el consumidor, como por ejemplo el rojo a las cerezas confitadas (que de otra forma serían beige), pero a veces por estrategia comercial, como el kétchup verde que Heinz lanzó el año 2000.
Aunque la mayoría de los consumidores saben que los alimentos con colores brillantes y artificiales (como el kétchup verde mencionado antes o cereales infantiles como los Froot Loops) seguramente contienen colorantes alimentario alimentos aparentemente «naturales» como las naranjas o el salmón también están a veces coloreados para darles un aspecto mejor y más homogéneo. Las variaciones de color a lo largo del año y los efectos del procesado y almacenaje hacen a menudo comercialmente ventajoso el mantenimiento del color esperado o preferido por los consumidores. Algunas de las principales razones son:
- Compensar la pérdida de color debida a la luz, el aire, los cambios de temperatura, la humedad y las condiciones de almacenaje.
- Enmascarar las variaciones naturales del color.
- Mejorar los colores presentes naturalmente.
- Dar identidad a los alimentos.
- Proteger los sabores y vitaminas del daño ocasionado por la luz.
- Decoración, especialmente de pasteles y golosinas.

## Colorantes alimentarios naturales

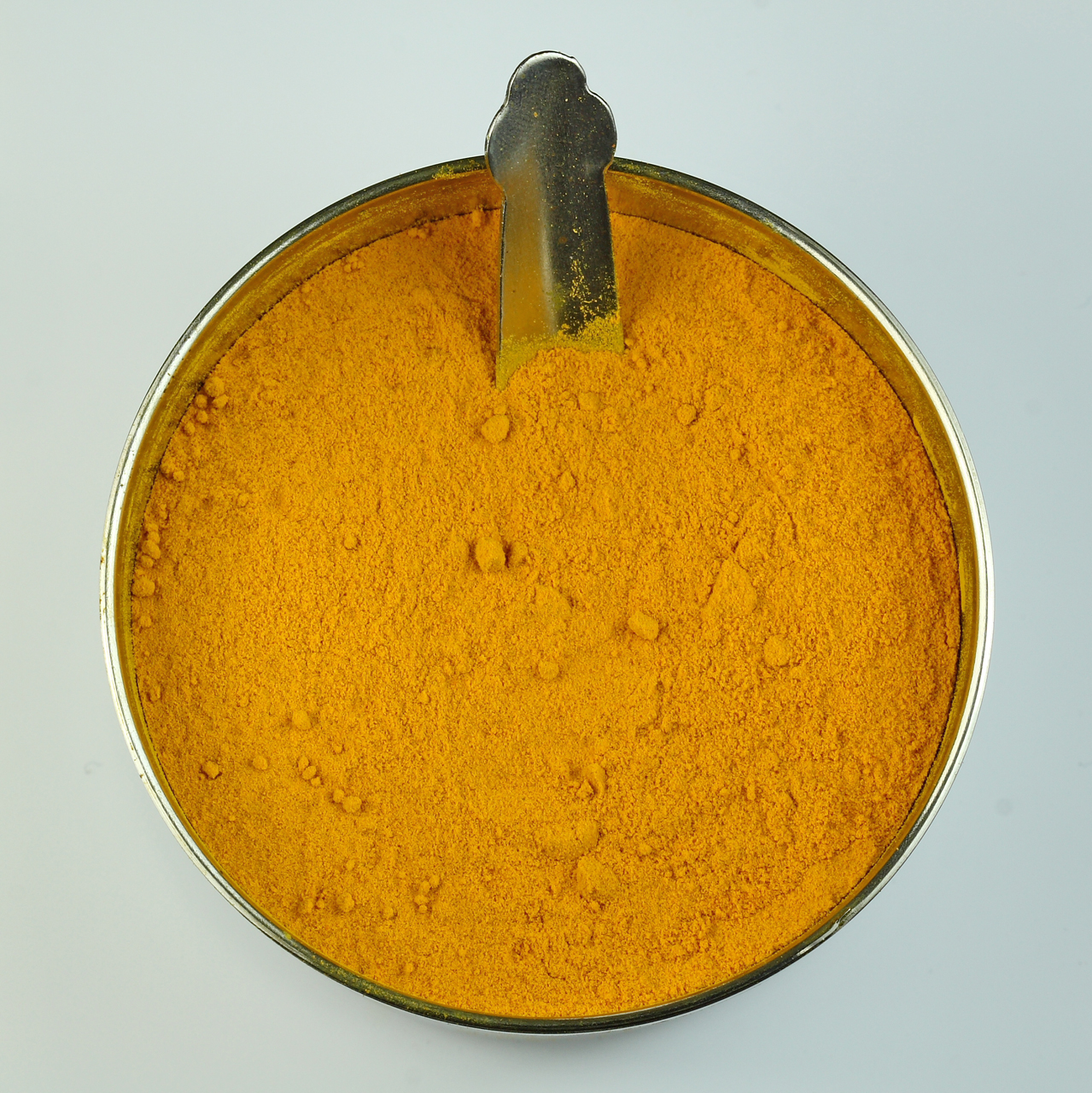
Polvo de cúrcuma.

La producción comercial de colorantes alimentarios naturales va en aumento, en parte debido a la preocupación de los consumidores respecto a los colorantes artificiales. Algunos ejemplos según su peligrosidad son:
Inofensivos:
- Licopeno (E160d), es un colorante rojo.
- Betanina (E162), colorante de color rojo-morado extraído de la remolacha.
- Oleoresina de pimentón (E160c) es de color rojo oscuro.
- Bixina (E160b), un tinte rojo anaranjado obtenido de la semilla de achiote.
- Curcumina (E100) es de color amarillo anaranjado.
- Clorofila (E140), es de color verde, extraído de plantas y algas.

Precaución:
- Caramelo (E150), es de color marrón oscuro. Elaborado con azúcar caramelizada, usado en productos de cola y también en cosméticos.

Evitar:
- Ácido carmínico (E120), es un colorante natural de color rojo obtenido del insecto Dactylopius coccus.
- Tartrazina (E102), es un colorante sintético de color amarillo.
- Amarillo crepúsculo (E110), es un colorante sintético de color amarillo anaranjado.

Sustancias no consideradas aditivos alimentarios, a pesar de dar color, por no tener asociado ningún número:
- Azafrán.

Para asegurar la reproducibilidad, los componentes colorantes de estas sustancias se suelen suministrar en formas altamente purificadas, y para mayor estabilidad y comodidad, pueden formularse con excipientes adecuados (sólidos y líquidos). El hexano, la acetona y otros solventes rompen las paredes celulares de las frutas y verduras, permitiendo la máxima extracción del colorante. Con frecuencia quedan residuos de ellos en el producto final, pero no necesitan ser declarados.

## Denominaciones de los colorantes
- Denominación genérica
- Denominación química
- Código del "Colour Index" 1924 (1.ª edición)
- Código del "Colour Index" 1956 (2.ª edición)
- Código del Schultz

### Colorantes industriales empleados como aditivos
- Colorantes catalogados por la industria
  - E100i - Curcumina
  - E100ii - Cúrcuma
  - E101 - Riboflavina y Riboflavina-5'-fosfato
  - E101a - Riboflavina y Riboflavina-5'-fosfato
  - E102 - Tartracina
  - E103 - Crisoína*
  - E104 - Amarillo de quinoleína
  - E105 - Amarillo sólido*
  - E106 - Fosfato de Lactoflavina
  - E107 - Amarillo 2G
  - E110 - Amarillo anaranjado S
  - E111 - Naranja G.G.N.*
  - E120 - Cochinilla o ácido carmínico
  - E121 - Rojo cítrico 2
  - E122 - Azorrubina
  - E123 (en) - Amaranto
  - E124 - Rojo cochinilla A, Rojo Ponceau 4R
  - E126 - Ponceau 6R *
  - E127 - Eritrosina
  - E128 - Rojo 2G
  - E129 - Rojo Allura AC
  - E130 - Azul de antraquinona
  - E131 - Azul patentado V.
  - E132 - Indigotina, carmín índigo.
  - E133 - Azul brillante FCF.
  - E140 - Clorofilas y Clorofilinas.
  - E141 - Complejos cúpricos de clorofilas y clorofilinas.
  - E142 - Verde ácido brillante BS, verde lisamina.
  - E150 - Caramelo.
  - E151 - Negro brillante BN.
  - E152 - Negro 7984*
  - E153 - Carbón vegetal.
  - E154 - Marrón FK. Colorante amarronado.
  - E155 - Marrón HT.
  - E160 - Carotenoides.
  - E160b - Bixina.
  - E160c - Capsantina.
  - E160d - Licopeno.
  - E161 - Xantofilas.
  - E161a - Flavoxantina.
  - E161b - Luteína.
  - E161c - Criptoxantina.
  - E161d - Rubixantina.
  - E161e - Violaxantina.
  - E161f - Rodoxantina.
  - E161g - Cantaxantina.
  - E161h - Zeaxantina.
  - E161j - Astaxantina.
  - E162 - Betanina o rojo de remolacha.
  - E163 - Antocianinas.
  - E170 - Carbonato de calcio.
  - E171 - Dióxido de titanio.
  - E172 - Óxidos e hidróxidos de hierro.
  - E173 - Aluminio.
  - E174 - Plata.
  - E175 - Oro.
  - E180 - Pigmento Rubí o Litolrrubina BK.
  - E181 - Ácido tánico
  - E182 - Orceína

- Otros colorantes catalogados por la industria, respecto al catálogo E (E579>E585)
  - E579 - Gluconato ferroso
  - E585 - Lactato ferroso

Además de esto el MERCOSUR genera sus propias listas de aditivos/colorantes a utilizar. Véase en el Código Alimentario Argentino(CAA).

## Usos

### En alimentación
La mayoría de los productos del mercado llevan colorantes artificiales. Su uso indiscriminado hace que los alimentos parezcan artificiales y el consumidor los rechazaría. A pesar de ello existen alimentos que son aceptados por las normativas internacionales y se ha investigado que si poseen colores llamativos pueden ser más aceptados por los consumidores que si no lo son. Tales son: caramelos, refrescos, alimentos para animales, gelatinas, helados, ciertos postres, cereales y panes, snacks, salchichas (su superficie), condimentos para ensaladas. La industria de refrescos es la que más colorantes alimentarios emplea.

### Fuera de la industria alimentaria
Debido a que los colorantes alimentarios suelen ser más seguros de usar que los pigmentos y tintes artísticos normales, algunos artistas los usan para pintar sus obras, especialmente en variantes como la pintura corporal.
Los colorantes alimentarios pueden usarse para teñir tejidos, pero no suelen soportar bien el lavado cuando se usan sobre algodón, cáñamo y otras fibras vegetales. Algunos colorantes alimentarios pueden ser fijados sobre nailon y fibras animales.

## Críticas y riesgos para la salud
Aunque las investigaciones pasadas no han detectado correlación entre el trastorno por déficit de atención con hiperactividad (TDAH) y los colorantes alimentarios, nuevos estudios señalan que los conservantes sintéticos y los colorantes artificiales son agravantes de los síntomas del TDAH, tanto en los afectados del trastorno como en la población general. Los estudios más antiguos probablemente resultasen no concluyentes debido a métodos clínicos inadecuados para medir el comportamiento alterado; los informes parentales fueron indicadores más precisos de la presencia de aditivos que las pruebas clínicas. Varios estudios importantes muestran que el rendimiento académico se incrementó y los problemas de comportamiento decrecieron en grandes poblaciones de estudiantes no afectados por TDAH cuando los aditivos artificiales, incluyendo los colorantes, fueron eliminados de las dietas de las escuelas.
Noruega prohibió todos los productos que contuviesen alquitrán de hulla y productos derivados de este en 1978. Nuevas leyes levantaron esta prohibición en 2001 siguiendo las directrices europeas.
La tartracina provoca urticaria en menos del 0,01 % de la población expuesta a ella.
La eritrosina está relacionada con tumores de tiroides en ratas.
La cochinilla se obtiene de insectos y por tanto no es vegano ni vegetariano. También se sabe que provoca reacciones alérgicas graves, incluso potencialmente fatales, en casos raros.
El azul de Coomassie fue citado en un estudio reciente en el que ratas que había sufrido una lesión espinal recibían una inyección del tinte justo después de la herida, logrando recuperar o retener el control motor. El tinte ayuda a proteger la médula del adenosín trifosfato que el cuerpo envía a la zona tras una herida y que daña más el tejido nervioso al matar neuronas motoras.